# Aguanqueterique
Aguanqueterique est une municipalité du Honduras, située dans le département de La Paz. La municipalité comprend 2 villages et 70 hameaux. Aguanqueterique est fondée en 1500.

## Source de la traduction
- (es) Cet article est partiellement ou en totalité issu de l’article de Wikipédia en espagnol intitulé « Aguanqueterique » (voir la liste des auteurs).